# لوران بلان

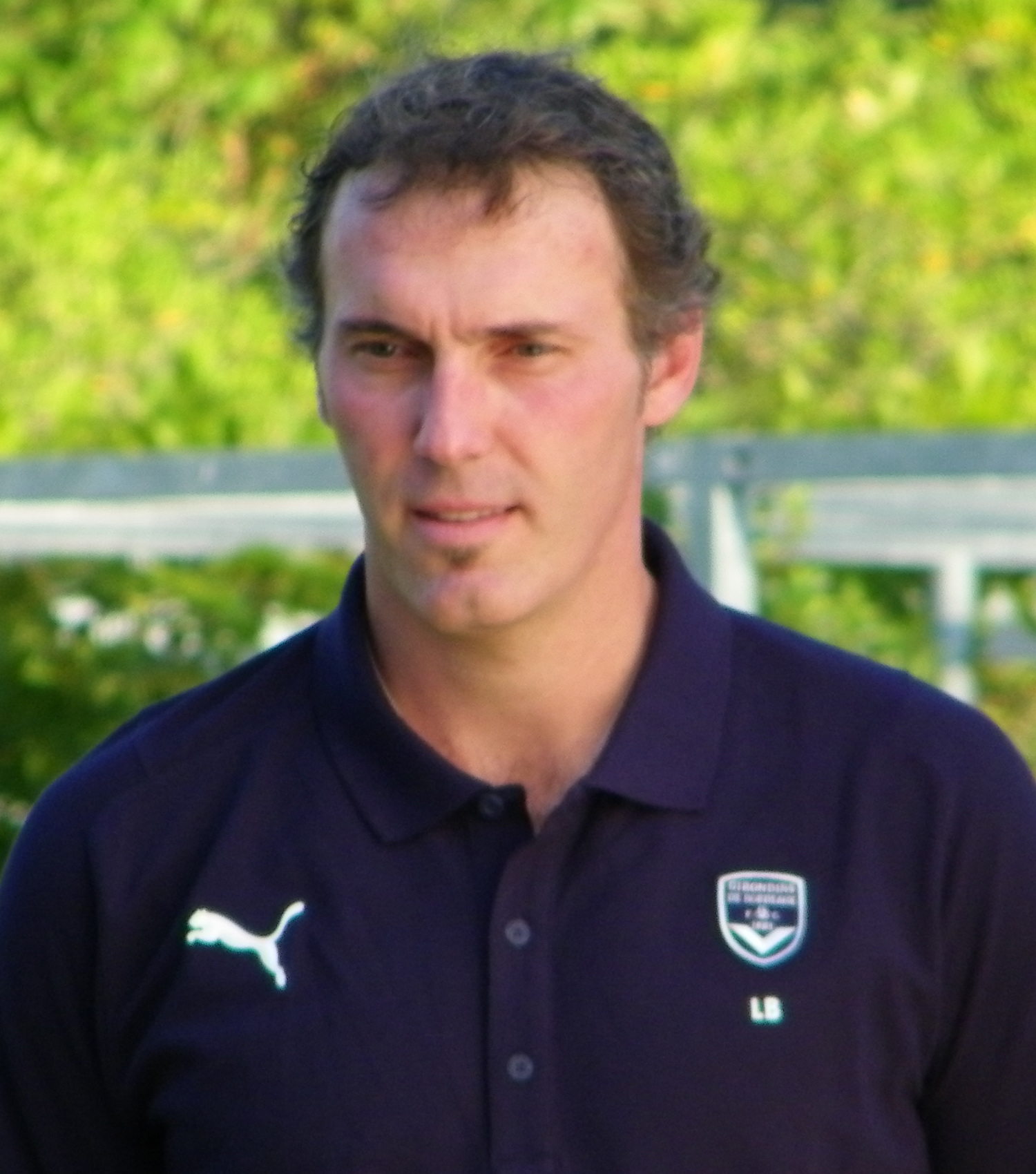
لوران بلان

لوران روبرت بلان (من مواليد 19 نوفمبر 1965)، هو مدير كرة قدم فرنسي محترف ولاعب سابق لعب في مركز قلب الدفاع، يتولى حاليا تدريب نادي الاتحاد السعودي.

## المسيرة الرياضية

### البدايات
بدأ بلان مسيرته الرياضية في نادي مونبيلييه حيث وقع على أول عقد احترافي في سنة 1983. لعب أولا في مركز الوسط المهاجم وساهم في صعود نادي مونبلييه إلى الدرجة الأولى في موسم 1986/1987. بنصيحة من مدرب نادي مونبلييه ميشيل ميزي آنذاك وافق بلان على التراجع للخلف واللعب في مركز الليبرو الذي يتناسب مع طوله البالغ 192 سم ووزنه البالغ 82 كجم. استطاع أن ينسجم مع أسلوب الكرة الفرنسية بتسجيله 12 هدف في الموسم بسبب استغلال طوله الفارع في تسديدة الكرة برأسه وركلات الجزاء. ساهم في فوز النادي ببطولة كأس فرنسا موسم 1989/1990 بتغلبه في المباراة النهائية على نادي باريس 2/1 حيث سجل بلان الهدف الأول في الدقيقة 103.

### النجاح المحلي
في سنة 1991 قرر بلان مغادرة فرنسا والتوجه إلى إيطاليا للانضمام إلى نادي نابولي الذي يلعب في الدرجة الأولى. في خلال موسمه الوحيد هناك استطاع تسجيل 6 أهداف في 31 مباراة. قرر بعدها العودة إلى بلاده للانضمام إلى نادي نيم وفي سنة 1993 انتقل إلى نادي سانت إتيان حيث استطاع من خلال هذان النأديان أن يصبح أحد أفضل المدافعين الفرنسيين في ذلك الوقت وأيضا برز في تسجيل الأهداف حيث سجل لنادي سانت إتيان 13 هدف في موسم 1993/1994 على الرغم من معاناة النادي من الصراع على عدم الهبوط إلى الدرجة الثانية. بقي بلان في نادي سانت إتيان لأن النادي الذي يرغب في الانتقال إليه وهو نادي مرسيليا لم يسمح له بالعودة إلى الدرجة الأولى وما زال يعاني من المشاكل المالية.
عبر غاي رو عن رغبته في التعاقد معه للحلول مكان الهولندي فرانك فيرلات واستطاع أن يقنعه بالانتقال إلى نادي أوكسير سنة 1995 على الرغم من ابتعاده عن الملاعب بسبب الإصابة التي لديه. عاد بلان سريعا إلى الملاعب وساهم في تحقيق نادي أوكسير ثنائية بطولتي دوري الدرجة الأولى وبطولة كأس فرنسا موسم 1995/1996.

### برشلونة
الأداء عالي المستوى الذي قدمه بلان مع نادي أوكسير جذب اهتمام العديد من الأندية الأوروبية الكبيرة ولكنه في نهاية الأمر قرر الموافقة على الانتقال إلى نادي برشلونة الإسباني في ثاني تجاربه الاحترافية خارج فرنسا. كان مدرب نادي برشلونة الهولندي يوهان كرويف يرغب بشدة في التعاقد مع بلان ولكن قبل مجيئه بأيام قليلة تمت إقالته كرويف من منصبه. ساهم بلان في تحقيق بطولة كأس السوبر بتغلبه على نادي أتلتيكو مدريد 6/4 في مجموع المباراتين. في مباراة الإياب تعرض بلان للإصابة أبعدته عن بداية بطولة الدوري ولكنه عاد سريعا ليتلقى البطاقة الحمراء أمام نادي إيك أثينا اليوناني ضمن الدور الربع النهائي من بطولة كأس أبطال الكؤوس الأوروبي ثم تعرض للإصابة في مباراة نادي إكستريمادورا في بطولة الدوري مما أجبره على الغياب عن مباراة الكلاسيكو الشهيرة أمام نادي ريال مدريد والغياب أيضا عن المباراة النهائية لبطولة كأس أبطال الكؤوس الأوروبي أمام نادي باريس سان جيرمان. خلال موسمه الأول في نادي برشلونة المليء بالغياب إما بسبب الإصابة أو الإيقاف وقبل بداية بطولة كأس العالم بسنة كاملة قرر الرحيل عن ملعب كامب نو.

### الرئيس
استطاع مدرب نادي مرسيليا رولاند كوربيس أن يقنع بلان بالعودة إلى فرنسا والانضمام إلى ناديه. أصبح بلان قائد نادي مرسيليا على الرغم من افتقاده للثقة بالنفس. ساهم بلان في احتلال نادي مرسيليا المركز الرابع في بطولة دوري الدرجة الأولى بفض أهدافه الأحد عشر وتم منحه لقب الرئيس. الموسم الذي تلا بطولة كأس العالم كان ناجحا وسيئا بالنسبة لبلان ونادي مرسيليا في الوقت نفسه. نجح بلان في قيادة نادي مرسيليا للمنافسة على لقب بطولة دوري الدرجة الأولى ولكنه في النهاية احتل المركز الثاني بفارق نقطة واحدة عن نادي بوردو المتوج بالبطولة كما أن بلان ساهم في تأهل نادي مرسيليا إلى المباراة النهائية لبطولة كأس الاتحاد الأوروبي ولكنه خسر من نادي بارما الإيطالي 0/3 حيث اعترض المهاجم الأرجنتيني هرنان كريسبو تمريرة بلان نحو حارس مرماه ستيفان بوراتو وسجل الهدف الأول.
في نهاية ذلك الموسم قرر بلان مغادرة نادي مرسيليا متوجها إلى نادي إنتر ميلان الإيطالي وتم اختياره أفضل لاعب في النادي من قبل المشجعين عن موسم 1999/2000. منذ سنة 1996 كان المدير الفني الاسكتلندي لنادي مانشستر يونايتد الإنجليزي سير أليكس فيرغسون يحاول التعاقد مع بلان ولكنه في كل مرة يفشل لعدة أسباب حتى نجح في هذا الأمر في سنة 2001. على الرغم من أن عمره بلغ 35 سنة تم التعاقد معه من أجل الحلول مكان الهولندي ياب ستام المنتقل إلى نادي لاتسيو الإيطالي. في الأشهر الأولى كان أداء بلان دون المستوى المطلوب مما أدى إلى انتقاده بشدة. تعرض نادي مانشستر يونايتد للخسارة في خمس مباريات على التوالي من أندية بولتون واندررز، ليفربول، آرسنال، نيوكاسل يونايتد، وتشيلسي والأحرف الأولى من هذه الأندية تشكل أحرف بلان باللغة الفرنسية. استمر بلان مع نادي مانشستر يونايتد وساهم في تتويجه ببطولة الدوري الممتاز موسم 2002/2003 حيث أعلن في نهايته عن اعتزاله لعب كرة القدم بشكل نهائي.

## منتخب فرنسا
حقق بلان بطولة كأس الأمم الأوروبية للشباب تحت 21 سنة مع منتخب فرنسا بتغلبه على منتخب اليونان في المباراة النهائية 3/0 في مجموع المباراتين. في 7 فبراير 1989 شارك في أول مباراة دولية في مواجهة منتخب أيرلندا.
بعد الفشل في التأهل إلى نهائيات بطولة كأس العالم لكرة القدم 1990 قرر مدرب منتخب فرنسا آنذاك ميشيل بلاتيني احلال لاعبين شبان مكان المخضرمين الذين قرروا اعتزال اللعب الدولي وكان من ضمن الذين تم استدعائهم بلان. استطاع منتخب فرنسا أن يلعب في 19 مباراة دولية من دون أن يتعرض لأي خسارة من ضمنها تحقيق 8 انتصارات في 8 مباريات في تصفيات كأس الأمم الأوروبية لكرة القدم 1992 مما جعل الجميع يرشح منتخب فرنسا لاستعادة لقب البطولة التي حققها في سنة 1984 ولكنهم تعرضوا لصدمة بخسارتهم من منتخب الدانمارك في المباراة الأخيرة من الدور الأول وبالتالي الخروج من البطولة خالي الوفاض.
جاءت خسارة منتخب فرنسا على ملعبه من منتخب بلغاريا 1/2 في آخر مباريات التصفيات لتبعده عن المشاركة في بطولة كأس العالم لكرة القدم 1994 التي أقيمت في أمريكا وهذا الأمر أدى إلى اتخاذ بلان قراره بالاعتزال الدولي. تولى إيمي جاكيه تدريب منتخب فرنسا وحدد هدفه الأول هو اقناع بلان بالعودة عن قرار الاعتزال الدولي والذي نجح في مسعاه وأصبح لاعب لا غنى عنه في التشكيلة الأساسية لمنتخب فرنسا الذي وصل إلى الدور النصف النهائي من بطولة كأس الأمم الأوروبية لكرة القدم 1996 التي أقيمت في إنجلترا حيث خسروا من منتخب التشيك بركلات الجزاء الترجيحية.
تم استدعاء بلان كالمعتاد للمشاركة في بطولة كأس العالم لكرة القدم 1998 التي تستضيفها بلاده. سجل بلان الهدف الذهبي في مرمى منتخب الباراغواي في الدور الثمن النهائي ليؤهل منتخب بلاده للعبور إلى الدور الربع النهائي، وهذا هو أول هدف ذهبي في بطولة كأس العالم. في الدور النصف النهائي ضرب بلان المدافع الكرواتي سلافين بيليتش بالكوع مما أدى بحكم الساحة إلى إشهار البطاقة الحمراء في وجهه وبالتالي غيابه عن المباراة النهائية التي تغلب فيها منتخب فرنسا على منتخب البرازيل بنتيجة 3/0.
كان بلان جزء من تشكيلة منتخب فرنسا التي شاركت في بطولة كأس الأمم الأوروبية لكرة القدم 2000 التي أقيمت في هولندا وبلجيكا معا. تم انتقاد بلان كثيرا على كبر سنه وضعف سرعته خلال التصفيات ولكنه أثبت أنه لاعب متميز بتقديم أداء عالي المستوى في النهائيات بالإضافة إلى تسجيله هدف في مرمى منتخب الدانمارك. ساهم بلان في تتويج منتخب فرنسا بالبطولة للمرة الأولى منذ سنة 1984.
أعلن بلان عن قراره باعتزال اللعب دوليا وبالتالي ينضم إلى قائد المنتخب ديدييه ديشامب وحارس المرمى بيرنارد لاما. كان معروف لدى بلان بأن يقوم بتقبيل رأس حارس المرمى فابيان بارتيز الأصلع قبل أي مباراة من باب التفاؤل (وكرر بلان هذا الأمر عندما اجتمع مع بارتيز في نادي مانشستر يونايتد في مباريات دوري أبطال أوروبا فقط). بشكل عام شارك بلان في 97 مباراة دولية مسجلا 16 هدف.
في سنة 2006 اختار قراء مجلة (كرة قدم فرنسية) بلان أفضل لاعب كرة قدم فرنسي على مر التاريخ متفوقا على بلاتيني، زين الدين زيدان، وريموند كوبا.

### المسيرة التدريبية
في 8 يونيو 2007 تم تعيين بلان مدربا لنادي بوردو خلفا للبرازيلي ريكاردو غوميز. في موسمه الأول 2007/2008 استطاع بلان أن يقود نادي بوردو لاحتلال المركز الثاني في بطولة الدوري بفارق نقطتين على البطل نادي ليون. نتيجة لذلك تم اختياره أفضل مدرب عن ذلك الموسم. في موسمه الثاني حقق النجاح من بابه الواسع بالتتويج في 3 بطولات محلية وهي كأس الأبطال الفرنسي ثم كأس الدوري الفرنسي ثم ببطولة دوري الدرجة الأولى متفوقا على نادي مرسيليا بفارق 3 نقاط. على الرغم من هذه البطولات إلا أن بلان خسر لقب مدرب الموسم لصالح البلجيكي إريك غيريتس من نادي مرسيليا، عين مدرب للمنتخب الفرنسي بعد خروج فرنسا من الدور الأول لكأس العالم 2010 وقاد الديوك في يورو2012. وفي بداية موسم2012/2013 تولى تدريب نادى أوليمبيك مارسيليا وفي عام 2013/2014 عين لتدريب نادى باريس سان جيرمان خلفا للإيطالى المخضرم كارلو أنشيلوتى المنتقل لتدريب ريال مدريد.

## روابط خارجية
- لوران بلان على موقع IMDb (الإنجليزية)
- لوران بلان على موقع ميوزك برينز (الإنجليزية)
- لوران بلان على موقع الاتحاد الدولي (مؤرشف)  (الإنجليزية)
- لوران بلان على موقع الاتحاد الأوربي (الإنجليزية)
- لوران بلان على موقع قاعدة بيانات كرة القدم.إي يو (الإنجليزية)
- لوران بلان على موقع ليكيب (الفرنسية)
- لوران بلان على موقع ناشيونال فوتبول تيمز (الإنجليزية)
- لوران بلان على موقع Soccerbase.com (لاعب) (الإنجليزية)
- لوران بلان على موقع Soccerbase.com (مدرب) (الإنجليزية)
- لوران بلان على موقع Soccerway.com (الإنجليزية)
- لوران بلان على موقع عالم كرة القدم.نت (الإنجليزية)
- لوران بلان على موقع كووورة